# Гутман, Александр Ильич
Александр Ильич Гутман (29 января 1945—17 февраля 2016) — российский кинорежиссёр и оператор, сын Ильи Семёновича Гутмана. Заслуженный деятель искусств Российской Федерации (2005).

## Биография
Александр Гутман окончил Ленинградский Политехнический институт.
В 1969 году пришёл на Ленинградскую студию документальных фильмов в качестве ассистента кинооператора. За время работы на студии, а это более тридцати лет, он окончил Всесоюзный Государственный институт кинематографии (1978, мастерская П. Ногина) и стал зрелым мастером со своим оригинальным почерком и необычным взглядом.
Его документальные фильмы Ленинградской студии документальных фильмов с 1976 по 1993 год выходят за рамки восприятия документалистики. Уже первый фильм, снятый А. И. Гутманом — кинооператором, — «Знакомьтесь, королева» — получил широкую известность как у нас в стране, так и за рубежом. Он получил Гран-при на самом престижном европейском кинофестивале спортивных фильмов в Сан-Венсане в Италии. Документальные фильмы, снятые А. И. Гутманом, всегда отличает особый, нестандартный творческий взгляд. Его интересуют не только факты и реалии наших дней. Он фокусирует своё внимание на внутреннем мире героя. А. И. Гутману удается создать яркий образ нашего современника, а выразительный зрительный ряд его фильмов выгодно отличает его работы от многих других. Оригинальные режиссёрские решения и нестандартный подход к разработке фильмов на различные темы всегда отличались гуманизмом, человечностью и патриотизмом. Кинофильм «Снежная фантазия» признан лучшей операторской работой на Всесоюзном фестивале спортивных фильмов в 1977 году.

После нескольких блестящих работ на спортивную тему А. И. Гутман избирается председателем Федерации спортивного кино Ленинграда и становится членом Всесоюзной федерации спортивного кино. Яркие и выразительные работы А. И. Гутмана «Бокс» и «Прощай и здравствуй, волейбол» были отмечены соответственно призами на Всесоюзных фестивалях спортивного кино в 1981 и 1983 годах. Событием в документальном кинематографе был фильм «Пирамида», рассказавший об артисте цирка В. И. Дикуле, который бескорыстно помогал людям после тяжелейших травм позвоночника и ставил их на ноги. Этот фильм кинооператора Гутмана получил Главный приз Московского Международного кинофестиваля за документальное кино в 1985 году. Первая режиссёрская работа А. И. Гутмана — кинофильм «Круг», снятая в 1989 году, была замечена публикой и критикой. Следующий фильм — «Русские ушли», снятый в 1991 году, получил сразу несколько призов на Международных кинофестивалях в Финляндии, Бельгии и Египте. Этим фильмом открывался тогда ещё новый телевизионный канал РТР. В этом же году А. И. Гутман был рекомендован режиссёром на один из первых российско-американских проектов. Фильм, под названием «Познавая друг друга», рассказал о том, как молодые люди США и России вместе разрушали «образ врага». Эта работа мастера получил широкие отклики в российской и американской прессе.

### В перестройку
В центре внимания всех следующих фильмов режиссёра-оператора А. И. Гутмана — внутренний мир героев, атмосфера жизни эпохи перестройки. В своих фильмах он тщательно отбирает и использует поэтические метафоры, виртуозно выстраивает изобразительный ряд, находит неординарные монтажные решения, успешно экспериментирует со звуком. Фильм А. И. Гутмана «1244, 1245, 1246» получил в 1993 году Главный приз кинофестиваля «Фотограмма де Оро» в Италии и Серебряный приз на Открытом российском фестивале неигрового кино в Екатеринбурге. Фильм А. И. Гутмана «Тело без головы, или Бодибилдинг» принес ему большую известность. Этот фильм рассказывает о человеке, который был моделью для огромного количества памятников советской эпохи, включая знаменитый монумент Веры Мухиной «Рабочий и Колхозница». Фильм получил в 1996 году Главные призы на кинофестивалях в Испании, Португалии и Приз жюри на кинофестивале в Канаде.
Следующий фильм А. И. Гутмана «Три дня и больше никогда», снятый в 1998 году, вызвал огромный интерес в стране. В нём с помощью художественных средств документального кинематографа была поднята тема смертной казни в России. Председатель комиссии по помилованию при Президенте России А. И. Приставкин в одном из своих интервью сказал, что фильм режиссёра А. И. Гутмана «Три дня и больше никогда» — это самое сильное его впечатление за последние годы. После показа этого фильма на Комиссии по помилованию и в Верховном Суде России герою фильма Александру Бирюкову заменили пожизненное заключение на пятнадцатилетний срок. На Всероссийском кинофестивале «Сталкер» этот фильм получил Главный приз. Он также получил в 1999 году призы на кинофестивалях в Эстонии и США. После показа о фильма в Линкольн-центре в Нью-Йорке полный зал стоя аплодировал в течение пятнадцати минут. Эта работа режиссёра была шесть раз показана на каналах РТР и «Культура».

### 2000-е
В 2000 году был снят фильм «Путешествие в Юность», рассказывающий о насилии советских солдат над мирным населением Германии (а именно о насилии над немками). В 2001 году он получил Платиновый приз на Международном кинофестивале в Хьюстоне (США) и Приз «Золотая камера» на US International Film and Video Festival.
В 2003 году режиссёр-оператор А. И. Гутман закончил полнометражный документальный фильм «Фрески». Фильм снят в Армении и рассказывает о жизни в городе Гюмри спустя почти тринадцать лет после страшного землетрясения. Кинолента приняла участие в 28 российских и международных кинофестивалях и получила двенадцать призов. Положительные отзывы российских и зарубежных кинокритиков на фильм «Фрески» были опубликованы в известных кинематографических международных изданиях.
В 2005 году Александр Гутман снял фильм «Еврейское счастье». Фильм был приглашен для участия в конкурсных программах престижных кинофестивалей мира, таких как Московский кинофестиваль, Карловы Вары, «Cinema du Reel» в Париже, а также получил приз как лучший неигровой фильм на российском кинофестивале «Окно в Европу» и приз «Special Mention» на Парижском кинофестивале.
Фильм «Солнечная сторона трассы» (2005) был показан в конкурсных программах 19 международных кинофестивалей, включая STALKER (Москва), Tampere Film Festival, Kasseler Dokfest (Кассель), One World (Прага), 21. Internationales Kurz Film Festival (Гамбург), Shadow Festival (Амстердам), European Media Art Festival (Оснабрюк), Trieste film festival.
Возвращаясь к теме искусства, в 2006 году Гутман снял две картины «Борис Эйфман. Репетиция балета» и «Отражение фантазий».
Режиссёр регулярно читал лекции и показывал свои фильмы студентам ВГИКа и в Санкт-Петербургском университете кино и телевидения, где он преподавал в качестве доцента кафедры режиссуры. Он также неоднократно приглашался для чтения лекций и показа своих фильмов в Нью-Йоркскую, Финскую, Лодзинскую, Иерусалимскую и Балтийскую киношколы. Читал лекции в Сорбонне.
Гутман являлся членом жюри многих кинофестивалей, таких как Международный кинофестиваль в Карловых Варах, «Окно в Европу», варшавского «Planete Doc Review», Московского кинофестиваля, кинофестиваля «Еврейские мотивы», Международного кинофестиваля документальных и короткометражных фильмов Ismailia в Египте, «Сталкер», Krakow Film Festival, Кинофестиваля Европейского фильма в Севилье.
За время своей работы в кинематографе режиссёр-оператор А. И. Гутман как кинооператор снял более ста кинофильмов и киножурналов, а как режиссёр — более сорока короткометражных и полнометражных фильмов.
Скончался 17 февраля 2016 года в Петербурге. Похоронен на Калитниковском кладбище.

## Фильмография
- 1975 — Знакомьтесь, королева
- 1978 — Снежная фантазия
- 1979 — Карельский фронт
- 1979 — Военные дирижеры
- 1979 — Испытать себя
- 1979 — Спортивный калейдоскоп
- 1980 — Советская пионерия
- 1980 — Над картой СССР
- 1980 — О спорт, ты мир
- 1981 — Олимпийский турнир по боксу
- 1981 — День Советской России
- 1981 — Одноклассники
- 1981 — Илья Репин
- 1982 — Искусство России
- 1983 — Прощай и здравствуй, волейбол
- 1983 — Воркута
- 1983 — Урок физкультуры
- 1983 — Архангельск — V век биографии
- 1984 — Воздушный хоровод
- 1984 — Физическое воспитание дошкольника
- 1984 — Свобода личности
- 1984 — И простые песни Коми
- 1985 — Пирамида

## Режиссёр
- 1988 — Круг
- 1989 — Консенсус
- 1990 — Познавая друг друга
- 1991 — Русские ушли
- 1992 — История часов от Витебска до наших дней
- 1993—1244, 1245, 1246…
- 1994 — Я-первый! Кто второй?
- 1995 — Тело без головы, или бодибилдинг
- 1997 — Три дня и больше никогда
- 1998 — Брубек возвращается в Москву
- 2000 — Свинг в России
- 2000 — Уинтон Марсалис в России
- 2001 — Путешествие в Юность
- 2002 — Армения — наша жизнь
- 2003 — Фрески
- 2005 — Еврейское счастье
- 2005 — Пространство жизни
- 2005 — Солнечная сторона трассы
- 2006 — Скифская сюита
- 2006 — Борис Эйфман. Репетиция балета
- 2007 — Отражение фантазий
- 2007 — Мини-сериал «О Художниках»
- 2008 — Интонация времени
- 2008 — Путь отрицания
- 2008 — Последний романтик
- 2009 — Отражение фантазий
- 2010 — Звуки музыки
- 2010 — Малая Родина
- 2011 — Время и жизнь
- 2011 — Я памятник себе воздвиг
- 2015 — Братство[7]

### Награды
- 1975 — Приз Олимпийского комитета на фестивале спортивных фильмов в Сан-Венсане (Италия) за фильм «Знакомьтесь, королева»
- 1978 — Приз за лучшую операторскую работу на Всесоюзном фестивале спортивных фильмов за фильм «Снежная королева»
- 1979 — Диплом за лучшую операторскую работу на студийной творческой конференции за фильм «Военные дирижеры»
- 1979 — Диплом на 5-м смотре-конкурсе Ленинградских кинематографистов за фильм «Испытать себя»
- 1981 — Серебряный приз Фестиваля Спортивных фильмов города Фрунзе за фильм «Олимпийский турнир по боксу»
- 1983 — Серебряный приз на 9-м Всесоюзном фестивале спортивных фильмов в городе Каунасе (Литва) за фильм «Прощай и здравствуй, волейбол»
- 1985 — Золотой приз на 14 Московском международном кинофестивале за фильм «Пирамида»
- 1990 — Приз Олимпийского комитета на фестивале спортивных фильмов в Сан-Венсане (Италия) за фильм «Русские ушли»
- 1993 — Гран-при кинофестиваля «Фотограма де ОРО» (Италия), Серебряный приз на фестивале Екатеринбурга за фильм «1244,1245,1246…»
- 1995 — Приз за лучший документальный фильм кинофестиваля в городе Уеска (Испания), Приз за лучший короткометражный фильм Лиссабонского кинофестиваля (Португалия), Специальный приз жюри Йорктонского Международного Кинофестиваля (Канада)за фильм «Тело без головы, или бодибилдинг»
- 1997 — Главный приз на фестивале «Сталкер», Приз на международном кинофестивале города Хьюстон (США), Приз на международном фестивале города Пярну (Эстония) за фильм «Три дня и больше никогда»
- 2001 — Платиновый приз на фестивале города Хьюстон (США), Золотая камера г. Чикаго (США) за фильм «Путешествие в Юность»
- 2003 — Приз за лучший документальный фильм «Флаертиана» (Пермь), Приз за лучший фильм фестиваля «ИНФИНИТИ» (Италия), Национальная Премия «Лавр» в области неигрового кино и телевидения (Россия), Приз за лучший документальный фильм «Золотая Панда» (Китай), Приз за лучший полнометражный документальный фильм (Екатеринбург), Приз критиков (Екатеринбург), Приз Министерства Культуры (Екатеринбург), Специальный приз жюри фестиваля «Окно в Европу» (Россия), Приз «За лучшую музыку к фильму» Нью-Йоркского кинофестиваля (США), Приз Реми Международного кинофестиваля города Хьюстон (США), Приз за лучший полнометражный документальный фильм и приз за лучшую операторскую работу кинофестиваля города Анн Арбор (США), номинация на приз Российской киноакадемии «НИКА» за фильм «Фрески»
- 2005 — Заслуженный деятель искусств Российской Федерации (20 декабря 2005 года) — за заслуги в области искусства[8].
- 2005 — «Золотая Ладья», Приз за лучший документальный фильм кинофестиваля «Окно в Европу», Специальный приз жюри Парижского кинофестиваля Cinema du Reel за фильм «Еврейское счастье»
- 2006 — Приз Чешского радио (Чехия), Приз кинофестиваля «One World» за фильм «Скифская сюита»
- 2009 — Специальный приз Жюри на фестивале документального кино в Лейпциге (Германия), Специальный приз Жюри на фестивали в Триесте (Италия), Лучший документальный фильм фестиваля в Мумбаи (Индия), Гран-при С-Петербургского фестиваля (Россия), Специальный приз Жюри 15-го фестиваля на Сардинах (Италия), Специальный приз Жюри на фестивале Prix Europa в Берлине (Германия), Специальное гран-при жюри фестиваля в Новой Каледонии, Гран-при Образ, Специальный приз Жюри Монреальского фестиваля за фильм «17-е августа»